# Guarcino
Guarcino is een gemeente in de Italiaanse provincie Frosinone (regio Latium) en telt 1652 inwoners (31-12-2004). De oppervlakte bedraagt 42,3 km², de bevolkingsdichtheid is 40 inwoners per km².

## Demografie
Guarcino telt ongeveer 629 huishoudens. Het aantal inwoners daalde in de periode 1991-2001 met 1,7% volgens cijfers uit de tienjaarlijkse volkstellingen van ISTAT.
| Jaar | Inwoneraantal |
| ---- | ------------- |
| 1991 | 1691          |
| 2001 | 1662          |

## Geografie
De gemeente ligt op ongeveer 625 m boven zeeniveau.
Guarcino grenst aan de volgende gemeenten: Alatri, Filettino, Fiuggi, Morino (AQ), Torre Cajetani, Trevi nel Lazio, Trivigliano, Vico nel Lazio.